# Wexler group
Wexler Group — група компаній, що займається імпортом, реалізацією нафтопродуктів та зрідженого газу. Група є найбільшим імпортером нафтопродуктів України. Обсяг продажів групи Wexler у 2018 році оцінюється в 1,4 млн тон. За 2018 рік підприємства групи сплатили 10,921 млрд грн податків у вигляді ПДВ і акцизу. 
До складу групи входять 10 компаній, розташованих як в Україні, так і за її межами. Засновником та головним акціонером компаній є Петро Белз. 
Активи групи представлені морським і річковим транспортом, газовозами, а також автотранспортом для переміщення ДП і бензину. У довгостроковій оренді підприємств Wexler Group знаходяться стратегічно важливі перевалочні термінали, укладені договори з найбільшими портами країни.

## Структура холдингу
- ТОВ «Анвітрейд»
- ТОВ «Люнер»

## Діяльність компанії
WG заснована в 2012 році і починала свою діяльність з дрібнооптової торгівлі нафтопродуктами. Згодом компанія стала лідером за рахунок реалізації палива, постачання якого здійснювалось трубопровідним транспортом. Сьогодні Wexler Group є найбільшим імпортером дизельного палива, що постачається за рахунок потужностей нафтопродуктопроводу «ПрикарпатЗахідтранс».
Анвітрейд  - провідна компанія групи, сьогодні є найбільшим постачальником ряду державних підприємств, та зокрема одного з найбільших споживачів дизельного палива — ДП «Укрзалізниця». За даними онлайн системи Dozorro, компанія у результаті перемог на державних тендерах уклала угод на суму понад 3,4 млрд. грн.
Саме «Анвітрейд» став компанією яка запропонувала держпідприємству перейти на «формульні закупки» палива, за допомогою яких махінації з майбутньою зміною умов поставки товару припинились.

## Цікаві факти
29 січня польська компанія Unimot повідомила, що підписала меморандум про широкомасштабну співпрацю з Wexler Group. Спільна діяльність компаній буде спрямована в паливно-енергетичний сектор, зокрема у видобуток і переробку нафти. У 2019 році компанії планують налагодити спільний випуск паливно-мастильних матеріалів.
Також компанії планують розвивати в Україні мережу АЗС під міжнародним брендом AVIA. 
1. ↑  Wexler продал в 2018 году 1,4 млн т нефтепродуктов. enkorr.com.ua. Архів оригіналу за 21 лютого 2019. Процитовано 20 лютого 2019.
2. ↑  Wexler Group - крупный поставщик светлых нефтепродуктов. wexlerglobal.com. Архів оригіналу за 9 січня 2019. Процитовано 10 січня 2019. [Архівовано 2019-01-09 у Wayback Machine.]
3. ↑  "Укрзалізниця" вибрала постачальника дизеля. epravda.com.ua. Архів оригіналу за 11 січня 2019. Процитовано 10 січня 2019.
4. ↑  ТОВАРИСТВО З ОБМЕЖЕНОЮ ВІДПОВІДАЛЬНІСТЮ "АНВІТРЕЙД" - 39898416 - тендери Prozorro, профіль DOZORRO. dozorro.org (ua) . Архів оригіналу за 11 січня 2019. Процитовано 10 січня 2019.
5. ↑  Компанія "Анвітрейд" закликає переходити на формульне ціноутворення при закупівлі нафтопродуктів. Апостроф (укр.). Архів оригіналу за 11 січня 2019. Процитовано 10 січня 2019.
6. ↑  Polska, Grupa Wirtualna (29 січня 2019). Unimot będzie miał 'niebawem' dwie pierwsze stacje sieci AVIA na Ukrainie. www.money.pl (pl-PL) . Архів оригіналу за 21 лютого 2019. Процитовано 20 лютого 2019.
7. ↑  Незабаром в Україні з’явиться нова мережа АЗС AVIA. Mind.ua (укр.). Архів оригіналу за 21 лютого 2019. Процитовано 20 лютого 2019.